# 蕾貝卡·斯洛托維斯基
蕾貝卡·斯洛托維斯基（Rebecca Zlotowski，1980年4月21日—）是法國導演兼編劇，曾執導《美麗的刺》(Belle épine) 榮獲 2010 年坎城影展影評人獎暨金攝影機獎提名、路易·德呂克獎最佳首部電影、法國影評人協會獎最佳首部電影。

## 教育程度
蕾貝卡·斯洛托維斯基曾就讀於法國著名的巴黎高等師範學院，於 2003 年時獲得法國現代文學教師的資格。2007年時從巴黎高等國立電影學院 (La Femis) 編劇系畢業。

## 生平
她的第一部電影長片《美麗的刺》(Belle épine) 是她在巴黎高等國立電影學院的畢業作品，在指導教授 Lodge Kerrigan 的協助下進行。《美麗的刺》參加了第 49 屆國際影評人週競賽，並於 2011 年 1 月榮獲路易·德呂克獎的最佳首部作品，以及法國影評人協會最佳首部電影。片中的演員蕾雅瑟杜則獲得凱薩獎最佳潛力女演員提名。
2013 年蕾貝卡·斯洛托維斯基執導由蕾雅‧瑟杜及塔哈·拉辛主演的《愛慾來襲時》(Grand Central ) ，本片在 2013 年的坎城影展一種注目單元進行全球首映。
2016 年由娜塔莉波曼與莉莉-蘿絲·戴普主演的《通靈美人》(Planetarium ) ，本片在第 73 屆威尼斯影展非競賽單元進行首映(由其自編自導)。
第四部長片電影《浪蕩假期》(An Easy Girl) 在 2019 年第72屆坎城影展導演雙週單元首映，並榮獲 SACD 最佳法語電影。
同年 Canal Plus (Canal+) 首度播出他與小說原作 Sabri Louatah 共同改編的電視劇《野蠻人》(Les Sauvages) ，蕾貝卡·斯洛托維斯執導了本系列的所有劇集，並憑藉本劇榮獲法國評論家協會最佳獎。
2022 年，由薇吉妮·愛菲亞、洛契迪·森姆、齊雅拉·馬斯楚安尼所主演的第五部長片電影《她和他的女兒》(Other Peoples Children) 入選第79屆威尼斯影展，並前進主競賽共同角逐金獅獎。

## 電影年表
| 年分 | 電影名稱                                                      | 擔任 | 擔任 | 備註 |
| 年分 | 電影名稱                                                      | 導演 | 編劇 | 備註 |
| ---- | ------------------------------------------------------------- | ---- | ---- | --- |
| 2006 | Dans le rang                                                  |      | 是   | 短片 |
| 2006 | Les Garçons                                                   |      | 是   | 短片 |
| 2007 | Dans l'œil                                                    |      | 是   | 短片 |
| 2007 | Parcours d'obstacles                                          |      | 是   | 短片 |
| 2009 | Just for Sex                                                  |      | 是   | 短片 |
| 2010 | 美麗的刺 Belle Épine                                          | 是   | 是   | 路易·德呂克獎 最佳首部作品 坎城影展 金攝影機獎 提名                                                                |
| 2011 | Jimmy Rivière                                                 |      | 是   | |
| 2013 | 愛慾來襲時 Grand Central                                      | 是   | 是   | Cabourg Film Festival-Grand Prix 法蘭索瓦夏萊大獎 盧米埃獎 評審團特別獎 晶球獎最佳電影 提名 盧米埃獎 最佳導演 提名 |
| 2013 | You and the Night                                             |      | 是   | 場景顧問 |
| 2015 | Despite the Night                                             |      | 是   | 共同編劇 |
| 2016 | 通靈美人 Planetarium                                          | 是   | 是   | |
| 2019 | 浪蕩假期 An Easy Girl                                         | 是   | 是   | |
| 2019 | 野蠻人 Savages                                                | 是   | 是   | 電視迷你劇集 |
| 2022 | 她和他的女兒 Other People's Children (Les enfants des autres) | 是   | 是   | |

## 外部連結
- 蕾貝卡·斯洛托維斯基在互联网电影资料库（IMDb）上的資料（英文）